# Artysta Ludu (Albania)
Artysta Ludu (alb. Artist i Popullit; Artiste e Popullit) – tytuł honorowy nadawany wybitnym artystom w Albańskiej Socjalistycznej Republice Ludowej, których zasługi były wyjątkowe w sferze rozwoju kultury. Został ustanowiony w 1960 roku i był nadawany do 1996 r. Po zmianie ustawy O odznaczeniach w Republice Albanii, został zastąpiony tytułem „Wielkiego Mistrza Pracy”, a po nowelizacji w 2001 r. tytułem „Wielkiego Mistrza”.

## Opis
Po wprowadzeniu tytułu po raz pierwszy, odbiorca otrzymywał jedynie zaświadczenie Prezydium Zgromadzenia Ludowego. Od połowy do końca lat 60. wprowadzono odznakę będącą okrągłym pozłacanym medalem o średnicy 27 mm z białą emaliowaną podstawą z promieniami. Wewnątrz podstawy znajduje się czerwona opaska z napisem ARTIST I POPULLIT, w środku znajduje się czarny emaliowany dwugłowy orzeł zwieńczony czerwoną gwiazdą pięcioramienną. Rewers medalu jest prosty.